# Liste der Nummer-eins-Hits in Spanien (2025)
Diese Liste der Nummer-eins-Hits in Spanien im Jahr 2025 basiert auf den offiziellen Charts (Top 100 Canciones + Streaming und Top 100 Álbumes) der Productores de Música de España (Promusicae), der spanischen Landesgruppe der IFPI.

## Singles
| ← 2024 ← | Liste der Nummer-eins-Hits in Spanien | Liste der Nummer-eins-Hits in Spanien  | Liste der Nummer-eins-Hits in Spanien |                           |
| \| Zeitraum \| Wo. ges. \| Interpret \| Titel Autor(en) \| Zusätzliche Informationen \| \| (Zeitraum, Wochen auf Platz eins, Interpret, Titel, Autor[en], zusätzliche Informationen) \| \| \| \| \| \| ----------------------------------------------------------------------------------------- \| -------- \| -------------------------------------- \| ----------------------------------------------------------------------------------------------------------------------------------------------------------------------------------------------------- \| ------------------------- \| \| 13. Dezember 2024 – 9. Januar 2025 4 Wochen (insgesamt 8) \| 8 \| Alleh & Yorghaki \| Capaz (Merengueton) Alleh Mezher, Yorghaki Yacoub \| – \| \| 10. Januar 2025 – 23. Januar 2025 2 Wochen \| 2 \| Bad Bunny \| DTMF Benito Antonio Martínez Ocasio, Marco Daniel Borrero \| – \| \| 24. Januar 2025 – 6. Februar 2025 2 Wochen \| 2 \| Bad Bunny \| Nuevayol Marco Daniel Borrero, Justiniano Barreto Blanco, Benito Antonio Martínez Ocasio, Roberto José Rosado Torres Jr. \| – \| \| 7. Februar 2025 – 6. März 2025 4 Wochen (insgesamt 8) \| 8 \| Alleh & Yorghaki \| Capaz (Merengueton) Alleh Mezher, Yorghaki Yacoub \| – \| \| 7. März 2025 – 20. März 2025 2 Wochen (insgesamt 14) \| 14 \| W Sound feat. Beéle & Ovy on the Drums \| La plena – W Sound 05 Brandon De Jesús López Orozco, Cristian Andrés Salazar, Daniel Echavarría Oviedo, Diego León Vélez Márquez \| – \| \| 21. März 2025 – 27. März 2025 1 Woche \| 1 \| Delaossa feat. Quevedo & Bigla the Kid \| Still Luvin Daniel Martínez de la Ossa Romero, Pedro Luis Domínguez Quevedo, Oussama El Hassany \| – \| \| 28. März 2025 – 22. Mai 2025 8 Wochen (insgesamt 14) \| 14 \| W Sound feat. Beéle & Ovy on the Drums \| La plena – W Sound 05 Brandon De Jesús López Orozco, Cristian Andrés Salazar, Daniel Echavarría Oviedo, Diego León Vélez Márquez \| – \| \| 23. Mai 2025 – 29. Mai 2025 1 Woche \| 1 \| Mora feat. C. Tangana \| Droga Antón Álvarez Alfaro, Gabriel Armando Mora Quintero \| – \| \| 30. Mai 2025 – 26. Juni 2025 4 Wochen \| 4 \| Beéle \| No tiene sentido Alejandro Robledo, Brandon de Jesús López Orozco, Cristian Camilo Alvarez Ospina, Diego L. Vélez Márquez, Filly Andrés Lima Maya, Kevyn Mauricio Cruz, Lenin Yorney Palacios Machado \| – \| \| 27. Juni 2025 – 10. Juli 2025 2 Wochen (insgesamt 14) \| 14 \| W Sound feat. Beéle & Ovy on the Drums \| La plena – W Sound 05 Brandon De Jesús López Orozco, Cristian Andrés Salazar, Daniel Echavarría Oviedo, Diego León Vélez Márquez \| – \| \| 11. Juli 2025 – 17. Juli 2025 1 Woche \| 1 \| Quevedo \| Tuchat David Hernández García, Geovanny Javier Chasiloa Caza, Jaime Rocha Pérez, Javier Falquet Moragues, Pedro Luis Domínguez Quevedo \| – \| \| 18. Juli 2025 – 31. Juli 2025 2 Wochen (insgesamt 14) \| 14 \| W Sound feat. Beéle & Ovy on the Drums \| La plena – W Sound 05 Brandon De Jesús López Orozco, Cristian Andrés Salazar, Daniel Echavarría Oviedo, Diego León Vélez Márquez \| – \| \| 1. August 2025 – 14. August 2025 2 Wochen \| 2 \| Rels B \| Tu vas sin (fav) Daniel Heredia Vidal \| – \| |                                       |                                        | |                           |
| ← 2024 |                                       |                                        | |                           |
| Zeitraum | Wo. ges.                              | Interpret                              | Titel Autor(en) | Zusätzliche Informationen |
| (Zeitraum, Wochen auf Platz eins, Interpret, Titel, Autor[en], zusätzliche Informationen) |                                       |                                        | |                           |
| 13. Dezember 2024 – 9. Januar 2025 4 Wochen (insgesamt 8) | 8                                     | Alleh & Yorghaki                       | Capaz (Merengueton) Alleh Mezher, Yorghaki Yacoub | –                         |
| 10. Januar 2025 – 23. Januar 2025 2 Wochen | 2                                     | Bad Bunny                              | DTMF Benito Antonio Martínez Ocasio, Marco Daniel Borrero | –                         |
| 24. Januar 2025 – 6. Februar 2025 2 Wochen | 2                                     | Bad Bunny                              | Nuevayol Marco Daniel Borrero, Justiniano Barreto Blanco, Benito Antonio Martínez Ocasio, Roberto José Rosado Torres Jr.                                                                              | –                         |
| 7. Februar 2025 – 6. März 2025 4 Wochen (insgesamt 8) | 8                                     | Alleh & Yorghaki                       | Capaz (Merengueton) Alleh Mezher, Yorghaki Yacoub | –                         |
| 7. März 2025 – 20. März 2025 2 Wochen (insgesamt 14) | 14                                    | W Sound feat. Beéle & Ovy on the Drums | La plena – W Sound 05 Brandon De Jesús López Orozco, Cristian Andrés Salazar, Daniel Echavarría Oviedo, Diego León Vélez Márquez                                                                      | –                         |
| 21. März 2025 – 27. März 2025 1 Woche | 1                                     | Delaossa feat. Quevedo & Bigla the Kid | Still Luvin Daniel Martínez de la Ossa Romero, Pedro Luis Domínguez Quevedo, Oussama El Hassany | –                         |
| 28. März 2025 – 22. Mai 2025 8 Wochen (insgesamt 14) | 14                                    | W Sound feat. Beéle & Ovy on the Drums | La plena – W Sound 05 Brandon De Jesús López Orozco, Cristian Andrés Salazar, Daniel Echavarría Oviedo, Diego León Vélez Márquez                                                                      | –                         |
| 23. Mai 2025 – 29. Mai 2025 1 Woche | 1                                     | Mora feat. C. Tangana                  | Droga Antón Álvarez Alfaro, Gabriel Armando Mora Quintero | –                         |
| 30. Mai 2025 – 26. Juni 2025 4 Wochen | 4                                     | Beéle                                  | No tiene sentido Alejandro Robledo, Brandon de Jesús López Orozco, Cristian Camilo Alvarez Ospina, Diego L. Vélez Márquez, Filly Andrés Lima Maya, Kevyn Mauricio Cruz, Lenin Yorney Palacios Machado | –                         |
| 27. Juni 2025 – 10. Juli 2025 2 Wochen (insgesamt 14) | 14                                    | W Sound feat. Beéle & Ovy on the Drums | La plena – W Sound 05 Brandon De Jesús López Orozco, Cristian Andrés Salazar, Daniel Echavarría Oviedo, Diego León Vélez Márquez                                                                      | –                         |
| 11. Juli 2025 – 17. Juli 2025 1 Woche | 1                                     | Quevedo                                | Tuchat David Hernández García, Geovanny Javier Chasiloa Caza, Jaime Rocha Pérez, Javier Falquet Moragues, Pedro Luis Domínguez Quevedo                                                                | –                         |
| 18. Juli 2025 – 31. Juli 2025 2 Wochen (insgesamt 14) | 14                                    | W Sound feat. Beéle & Ovy on the Drums | La plena – W Sound 05 Brandon De Jesús López Orozco, Cristian Andrés Salazar, Daniel Echavarría Oviedo, Diego León Vélez Márquez                                                                      | –                         |
| 1. August 2025 – 14. August 2025 2 Wochen | 2                                     | Rels B                                 | Tu vas sin (fav) Daniel Heredia Vidal | –                         |

## Alben
| ← 2024 ← | Liste der Nummer-eins-Hits in Spanien | Liste der Nummer-eins-Hits in Spanien | Liste der Nummer-eins-Hits in Spanien |                           |
| \| Zeitraum \| Wo. ges. \| Interpret \| Titel \| Zusätzliche Informationen \| \| (Zeitraum, Wochen auf Platz eins, Interpret, Titel, zusätzliche Informationen) \| \| \| \| \| \| ------------------------------------------------------------------------------ \| -------- \| --------------- \| -------------------- \| ------------------------- \| \| 27. Dezember 2024 – 2. Januar 2025 1 Woche (insgesamt 4) \| 4 \| Quevedo \| Buenas noches \| – \| \| 3. Januar 2025 – 6. März 2025 9 Wochen (insgesamt 17) \| 17 \| Bad Bunny \| Debí tirar más fotos \| – \| \| 7. März 2025 – 13. März 2025 1 Woche \| 1 \| Lady Gaga \| Mayhem \| – \| \| 14. März 2025 – 3. April 2025 3 Wochen (insgesamt 17) \| 17 \| Bad Bunny \| Debí tirar más fotos \| – \| \| 4. April 2025 – 10. April 2025 1 Woche \| 1 \| Leiva \| Gigante \| – \| \| 11. April 2025 – 24. April 2025 2 Wochen (insgesamt 17) \| 17 \| Bad Bunny \| Debí tirar más fotos \| – \| \| 25. April 2025 – 1. Mai 2025 1 Woche \| 1 \| Bunbury \| Cuentas pendientes \| – \| \| 2. Mai 2025 – 8. Mai 2025 1 Woche (insgesamt 17) \| 17 \| Bad Bunny \| Debí tirar más fotos \| – \| \| 9. Mai 2025 – 15. Mai 2025 1 Woche \| 1 \| Manuel Carrasco \| Pueblo salvaje II \| – \| \| 16. Mai 2025 – 29. Mai 2025 2 Wochen \| 2 \| Mora \| Lo mismo de siempre \| – \| \| 30. Mai 2025 – 19. Juni 2025 3 Wochen (insgesamt 5) \| 5 \| Aitana \| Cuarto azul \| – \| \| 20. Juni 2025 – 17. Juli 2025 4 Wochen \| 4 \| Karol G \| Tropicoqueta \| – \| \| 18. Juli 2025 – 24. Juli 2025 1 Woche (insgesamt 17) \| 17 \| Bad Bunny \| Debí tirar más fotos \| – \| \| 25. Juli 2025 – 7. August 2025 2 Wochen (insgesamt 5) \| 5 \| Aitana \| Cuarto azul \| – \| \| 8. August 2025 – 14. August 2025 1 Woche (insgesamt 17) \| 17 \| Bad Bunny \| Debí tirar más fotos \| – \| |                                       |                                       |                                       |                           |
| ← 2024 |                                       |                                       |                                       |                           |
| Zeitraum | Wo. ges.                              | Interpret                             | Titel                                 | Zusätzliche Informationen |
| (Zeitraum, Wochen auf Platz eins, Interpret, Titel, zusätzliche Informationen) |                                       |                                       |                                       |                           |
| 27. Dezember 2024 – 2. Januar 2025 1 Woche (insgesamt 4) | 4                                     | Quevedo                               | Buenas noches                         | –                         |
| 3. Januar 2025 – 6. März 2025 9 Wochen (insgesamt 17) | 17                                    | Bad Bunny                             | Debí tirar más fotos                  | –                         |
| 7. März 2025 – 13. März 2025 1 Woche | 1                                     | Lady Gaga                             | Mayhem                                | –                         |
| 14. März 2025 – 3. April 2025 3 Wochen (insgesamt 17) | 17                                    | Bad Bunny                             | Debí tirar más fotos                  | –                         |
| 4. April 2025 – 10. April 2025 1 Woche | 1                                     | Leiva                                 | Gigante                               | –                         |
| 11. April 2025 – 24. April 2025 2 Wochen (insgesamt 17) | 17                                    | Bad Bunny                             | Debí tirar más fotos                  | –                         |
| 25. April 2025 – 1. Mai 2025 1 Woche | 1                                     | Bunbury                               | Cuentas pendientes                    | –                         |
| 2. Mai 2025 – 8. Mai 2025 1 Woche (insgesamt 17) | 17                                    | Bad Bunny                             | Debí tirar más fotos                  | –                         |
| 9. Mai 2025 – 15. Mai 2025 1 Woche | 1                                     | Manuel Carrasco                       | Pueblo salvaje II                     | –                         |
| 16. Mai 2025 – 29. Mai 2025 2 Wochen | 2                                     | Mora                                  | Lo mismo de siempre                   | –                         |
| 30. Mai 2025 – 19. Juni 2025 3 Wochen (insgesamt 5) | 5                                     | Aitana                                | Cuarto azul                           | –                         |
| 20. Juni 2025 – 17. Juli 2025 4 Wochen | 4                                     | Karol G                               | Tropicoqueta                          | –                         |
| 18. Juli 2025 – 24. Juli 2025 1 Woche (insgesamt 17) | 17                                    | Bad Bunny                             | Debí tirar más fotos                  | –                         |
| 25. Juli 2025 – 7. August 2025 2 Wochen (insgesamt 5) | 5                                     | Aitana                                | Cuarto azul                           | –                         |
| 8. August 2025 – 14. August 2025 1 Woche (insgesamt 17) | 17                                    | Bad Bunny                             | Debí tirar más fotos                  | –                         |